# DVD-Audio
DVD-Audio là một định dạng âm thanh độ trung thực cao lưu trữ trên DVD. Nó cho phép lưu trữ nhiều cấu hình kênh khác nhau (từ mono sound cho đến hệ thống âm thanh 7.1) với nhiều tần số lấy mẫu khác nhau (cho đến 24-bits/192 kHz đối với CDDAs 16-bits/44.1 kHz). So sánh với định dạng CD, dung lượng lớn của DVD cho phép sự bao gộp nhiều âm thanh hơn (với khía cạnh là chạy được nhiều bài nhạc hơn) và/hoặc những bản nhạc chất lượng cao hơn (phản xạ bởi phương pháp lấy mẫu tuyến tính và các bit-rate cao, và/hoặc thêm vào các kênh để tạo nên âm thanh không gian (spatial sound).
Mặc dù các bản mô tả tiêu chuẩn cao của DVD-Audio, nó vẫn tồn tại cuộc tranh luận để phân định các kết quả hỗ trợ âm thanh phân biệt trong môi trường nghe cơ bản. Định dạng DVD-Audio hiện tại đang đi vào hốc tường của thị trường, gây ra bởi cuộc chiến định dạng sống còn với chuẩn SACD mà DVD-Video tránh.